# Circulación fetal
En los seres humanos, el sistema circulatorio es diferente antes y después del nacimiento. La circulación fetal está compuesta por la placenta, los vasos sanguíneos umbilicales encapsulados por el cordón umbilical, el corazón y los vasos sanguíneos sistémicos. Una diferencia importante entre la circulación fetal y la circulación postnatal es que los pulmones no se utilizan durante la etapa fetal, lo que da lugar a la presencia de derivaciones para trasladar la sangre oxigenada y los nutrientes de la placenta al tejido fetal. Al nacer, el inicio de la respiración y la ruptura del cordón umbilical provocan diversos cambios que transforman rápidamente la circulación fetal en circulación postnatal.

## Oxigenación, intercambio de nutrientes y residuos

### Placenta
La placenta funciona como lugar de intercambio de nutrientes y desechos entre la circulación materna y la fetal. El agua, la glucosa, los aminoácidos, las vitaminas y las sales inorgánicas se difunden libremente a través de la placenta junto con el oxígeno. Dos arterias umbilicales transportan la sangre desoxigenada y los desechos del feto a la placenta, donde los desechos se intercambian por oxígeno y nutrientes. La sangre oxigenada volverá entonces al feto desde la placenta a través de la vena umbilical.

### Transporte de oxígeno en el feto
La hemoglobina es una estructura de los glóbulos rojos que se une al oxígeno y lo transporta. La hemoglobina fetal aumenta la capacidad del feto para extraer oxígeno de la placenta. Esto se ve facilitado por la molécula de hemoglobina que se compone de dos cadenas alfa y dos cadenas gamma (2α2γ). Su curva de disociación oxígeno-hemoglobina está desplazada hacia la izquierda, lo que significa que es capaz de absorber oxígeno a concentraciones más bajas que la hemoglobina adulta. Esto permite a la hemoglobina fetal absorber el oxígeno de la hemoglobina adulta en la placenta, donde la presión del oxígeno es menor que en los pulmones. Alrededor de los 6 meses de edad tras el nacimiento, las cadenas gamma serán sustituidas gradualmente por cadenas beta. Esta nueva estructura de la hemoglobina se conoce como hemoglobina A, compuesta por dos cadenas alfa y dos beta (2α2β). La hemoglobina A es la forma predominante en los adultos.

## Antes del nacimiento

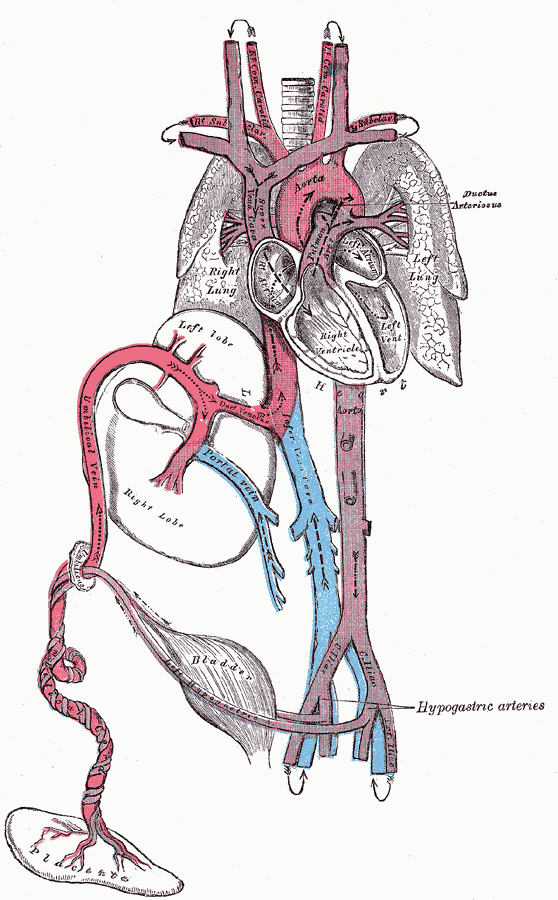
Diagrama del sistema circulatorio fetal humano.

La sangre oxigenada de la placenta es transportada al feto por la vena umbilical, que drenará en la vena cava inferior (VCI) a través del conducto venoso o el hígado. Cuando la sangre oxigenada entra en la VCI, se desplaza en paralelo con la sangre desoxigenada procedente de las venas sistémicas fetales, estableciendo un flujo sanguíneo bilaminar al entrar en la aurícula derecha.
El corazón fetal contiene dos aurículas superiores y dos ventrículos inferiores. También contiene dos estructuras adicionales, el agujero oval y el conducto arterioso, que funcionan como derivaciones para la sangre oxigenada. La función de estas derivaciones es evitar los pulmones y mantener una circulación adecuada hacia el tejido fetal importante. En la fase fetal, los pulmones se llenan de líquido y se colapsan porque el feto está dentro de la bolsa amniótica y la placenta le proporciona el oxígeno que necesita para crecer. Con el pulmón colapsado, la resistencia vascular pulmonar permanece alta durante la etapa fetal para impedir el flujo sanguíneo hacia los pulmones. Cuando la sangre oxigenada llega a la aurícula derecha, la válvula de Eustaquio ayuda a dirigir la sangre oxigenada hacia el agujero oval, una abertura entre la aurícula derecha y la izquierda. A medida que la sangre fluye por la aurícula izquierda, se desplazará a través de la válvula mitral hacia el ventrículo izquierdo y será bombeada a través de la aorta hacia el cuerpo. La derivación de sangre oxigenada de la aurícula derecha a la izquierda suministrará sangre con alto contenido en oxígeno y nutrientes a las extremidades superiores, lo que incluye el órgano crítico: el cerebro. Parte de la sangre se desplaza desde la aorta a través de las arterias ilíacas internas hasta las arterias umbilicales, y vuelve a entrar en la placenta, donde el dióxido de carbono y otros productos de desecho del feto son absorbidos y entran en la circulación materna.
Parte de la sangre que entra en la aurícula derecha no pasa directamente a la aurícula izquierda a través del agujero oval, sino que entra en el ventrículo derecho. Esta sangre está formada por sangre placentaria oxigenada y sangre desoxigenada que regresa de la circulación fetal. Esta sangre se bombea a la arteria pulmonar. En la arteria pulmonar, se encuentra con una resistencia vascular pulmonar elevada como resultado del colapso de los pulmones y los capilares pulmonares.  En el feto, existe una conexión especial entre la arteria pulmonar y la aorta, denominada conducto arterioso. Dado que la aorta tiene menor presión que la arteria pulmonar, la mayor parte de la sangre fluye a través del conducto arterioso lejos de los pulmones. Una vez que la sangre atraviesa el conducto arterioso, se mezcla con la sangre procedente de la aorta. Esto da lugar a una saturación de oxígeno en sangre mixta que abastece a la mayoría de las estructuras de la mitad inferior del cuerpo del feto.

## Después del nacimiento
Cuando los vasos umbilicales se obliteran y el bebé empieza a respirar al nacer, la fuente de oxígeno cambia de la placenta a los pulmones. Este importante desencadenante facilitará de muchas maneras la transformación de la circulación fetal a la postnatal.
En primer lugar, el ductus venoso se mantenía abierto anteriormente gracias al flujo sanguíneo de la vena umbilical. La reducción del flujo sanguíneo a través de la vena umbilical al nacer colapsará y cerrará el ductus venoso.  Por lo tanto, la VCI sólo transportará sangre desoxigenada desde los órganos y las extremidades inferiores del bebé. En segundo lugar, cuando el bebé respira, los pulmones se expanden y llenan los alvéolos de oxígeno. El aumento del contenido de oxígeno dilatará los capilares pulmonares y también provocará la liberación de óxido nítrico, que dilatará aún más los vasos sanguíneos del interior de los pulmones. Juntas, estas fuerzas disminuirán la resistencia vascular pulmonar.
Al disminuir la resistencia en los pulmones, aumentará el flujo sanguíneo a los pulmones desde el ventrículo derecho del corazón a través de las arterias pulmonares, estableciéndose la circulación pulmonar del recién nacido. Con cada respiración del recién nacido, la sangre perfunde los lechos capilares pulmonares y se oxigena antes de salir de los pulmones a través de las venas pulmonares y volver al corazón. Así, a medida que fluye más sangre por la circulación pulmonar, habrá un mayor volumen de sangre que regrese a la aurícula izquierda desde los pulmones. El aumento del retorno venoso elevará la presión de la aurícula izquierda hasta que supere la presión de la aurícula derecha. La diferencia de presión entre estas dos cámaras del corazón cerrará el agujero oval.
Por último, debido a la disminución de la resistencia vascular pulmonar, la presión de la arteria pulmonar descenderá hasta ser inferior a la presión de la aorta. Dado que la sangre fluye de sistemas de alta presión a sistemas de baja presión, la dirección del flujo sanguíneo a través del conducto arterioso se invierte. A medida que la sangre rica en oxígeno de la aorta fluye a través del conducto arterioso hacia la arteria pulmonar, el conducto arterioso se contraerá en respuesta al alto contenido de oxígeno de la sangre. Mientras que el oxígeno actúa como vasoconstrictor del conducto arterioso, las prostaglandinas pueden mantenerlo abierto para mantener el flujo sanguíneo a las extremidades inferiores en los casos de síndrome del corazón izquierdo hipoplásico en los que la válvula mitral está cerrada. La eliminación de la placenta, fuente de prostaglandina, es otro mecanismo por el que el conducto arterioso se cierra al nacer. En las 2 o 3 semanas siguientes, la constricción provoca una disminución del flujo sanguíneo a la estructura, lo que induce la muerte del tejido para mantener la estructura permanentemente cerrada.
Como resultado de estos cambios, la circulación postnatal dirigirá la sangre desoxigenada de la vena cava inferior y superior al corazón derecho, desde donde la sangre fluirá a los pulmones a través de la circulación pulmonar. La sangre se oxigenará en los pulmones y regresará al corazón izquierdo, que bombeará sangre oxigenada a través de la aorta para abastecer al resto del cuerpo mediante la circulación sistémica.
En algunos casos, la transición de la circulación fetal a la postnatal puede no producirse como se ha descrito anteriormente debido a complicaciones que provocan una resistencia vascular pulmonar persistentemente elevada. Los niños prematuros nacen sin pulmones completamente maduros que carecen de un compuesto denominado surfactante que permite que los alvéolos permanezcan abiertos al superar la tensión superficial del agua. La dificultad resultante en la expansión pulmonar impide la reducción necesaria de la resistencia vascular pulmonar para que el lactante realice la transición cardiopulmonar normal, lo que da lugar al síndrome de dificultad respiratoria infantil. Además, ocasionalmente durante el parto, los lactantes pueden inhalar restos de su materia fecal conocida como meconio, lo que impide una respiración adecuada. La presencia de meconio dentro de los pulmones, conocida como síndrome de aspiración de meconio, puede obstruir las vías respiratorias y también desactivar el surfactante del recién nacido. La inflamación que también resulta de la inhalación de meconio también causa constricción de las vías respiratorias, lo que provoca una ventilación deficiente de los alvéolos y una oxigenación inadecuada de los lechos capilares pulmonares. Con la falta de entrada de oxígeno en los pulmones, la resistencia vascular pulmonar permanecerá elevada y la sangre del recién nacido dejará de oxigenarse, lo que impedirá el cierre de la derivación fetal.
En ambos casos de síndrome de distrés respiratorio del lactante y síndrome de aspiración de meconio, las derivaciones fetales permanecerán abiertas debido a la elevada resistencia vascular pulmonar hasta que se tomen las medidas adecuadas, como la administración de tensioactivo o la ventilación mecánica, para ayudar al lactante a respirar por sí mismo. Si no se corrige el problema, el lactante sufrirá hipoxia, acidosis y otras complicaciones graves, como convulsiones.

## Remanentes adultos
En un adulto pueden encontrarse restos de la circulación fetal.
| Fetal                                                                          | desarrolla                                                 |
| ------------------------------------------------------------------------------ | ---------------------------------------------------------- |
| Foramen oval                                                                   | fosa oval                                                  |
| ducto arterial                                                                 | ligamento arterioso                                        |
| porción extrahepática de la vena umbilical izquierda fetal                     | ligamento redondo hepatis ("ligamento redondo del hígado") |
| porción intrahepática de la vena umbilical izquierda fetal ( conducto venoso ) | ligamento venoso                                           |
| porciones proximales de las arterias umbilicales izquierda y derecha del feto  | ramas umbilicales de las arterias ilíacas internas         |
| porciones distales de las arterias umbilicales izquierda y derecha del feto    | ligamentos umbilicales                                     |

## Fisiología
El concepto básico de la circulación fetal es que la hemoglobina fetal (HbF) tiene una mayor afinidad por el oxígeno que la hemoglobina adulta, lo que, junto con la diferencia de presión parcial de oxígeno, permite una difusión de oxígeno del sistema circulatorio de la madre al feto.

### Presión arterial
Es el corazón del feto y no el de la madre el que genera la presión sanguínea fetal para impulsar su sangre a través de la circulación fetal.
La presión intracardiaca permanece idéntica entre los ventrículos derecho e izquierdo del feto humano.
La presión sanguínea en la aorta fetal es de aproximadamente 30 mmHg a las 20 semanas de gestación, y aumenta a unos 45 mmHg a las 40 semanas de gestación. La presión del pulso fetal es de unos 20 mmHg a las 20 semanas de gestación, aumentando a unos 30 mmHg a las 40 semanas de gestación.
La presión sanguínea disminuye al atravesar la placenta. En la arteria umbilical es de unos 50 mmHg. Desciende a 30 mmHg en los capilares de las vellosidades. Posteriormente, la presión es de 20 mmHg en la vena umbilical, que vuelve al corazón.

### Flujo
El flujo sanguíneo a través del cordón umbilical es de aproximadamente 35 mL/min a las 20 semanas, y de 240 mL/min a las 40 semanas de gestación. Adaptado al peso del feto, esto corresponde a 115 mL/min/kg a las 20 semanas y a 64 mL/min/kg a las 40 semanas. Corresponde al 17% del gasto cardíaco combinado del feto a las 10 semanas, y al 33% a las 20 semanas de gestación.
La endotelina y los prostanoides provocan vasoconstricción en las arterias placentarias, mientras que el óxido nítrico provoca vasodilatación. Por otra parte, no existe regulación vascular neural, y las catecolaminas tienen un efecto escaso.

## Imágenes Adicionales

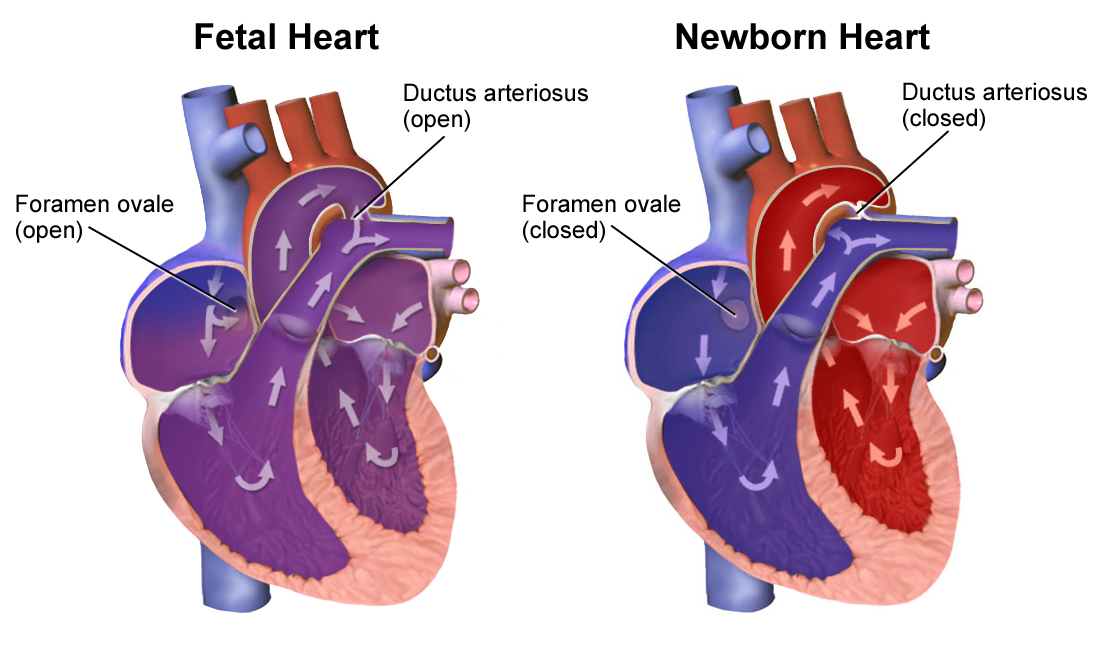
Circulación cardiaca neonatal
Ecografía obstétrica de un embrión de 8 semanas con latido visible.